# Taekwondo nos Jogos Olímpicos de Verão de 2008
As competições de taekwondo nos Jogos Olímpicos de Verão de 2008 foram disputadas entre 20 e 23 de agosto em Pequim, na China. O evento realizou-se no Ginásio da Universidade de Ciência e Tecnologia de Pequim.

## Calendário
| Agosto    | 6 | 7 | 8 | 9 | 10 | 11 | 12 | 13 | 14 | 15 | 16 | 17 | 18 | 19 | 20 | 21 | 22 | 23 | 24 |
| --------- | - | - | - | - | -- | -- | -- | -- | -- | -- | -- | -- | -- | -- | -- | -- | -- | -- | -- |
| Taekwondo |   |   |   |   |    |    |    |    |    |    |    |    |    |    | 2  | 2  | 2  | 2  |    |

|  | Dia de competição |  | Dia de final |

## Eventos
Masculino
- Até 58 kg
- Até 68 kg
- Até 80 kg
- Mais de 80 kg

Feminino
- Até 49 kg
- Até 57 kg
- Até 67 kg
- Mais de 67 kg

## Medalhistas
Masculino
| Evento                 | Ouro                           | Prata                                     | Bronze                                                         |
| ---------------------- | ------------------------------ | ----------------------------------------- | -------------------------------------------------------------- |
| Até 58 kg detalhes     | Guillermo Pérez MEX México     | Gabriel Mercedes DOM República Dominicana | Rohullah Nikpai AFG Afeganistão Chu Mu-yen TPE Taipé Chinês    |
| Até 68 kg detalhes     | Son Tae-jin KOR Coreia do Sul  | Mark López USA Estados Unidos             | Sung Yu-chi TPE Taipé Chinês Servet Tazegül TUR Turquia        |
| Até 80 kg detalhes     | Hadi Saei IRI Irã              | Mauro Sarmiento ITA Itália                | Zhu Guo CHN China Steven López USA Estados Unidos              |
| Mais de 80 kg detalhes | Cha Dong-min KOR Coreia do Sul | Alexandros Nikolaidis GRE Grécia          | Arman Chilmanov KAZ Cazaquistão Chika Chukwumerije NGR Nigéria |

Feminino
| Evento                 | Ouro                               | Prata                          | Bronze                                                        |
| ---------------------- | ---------------------------------- | ------------------------------ | ------------------------------------------------------------- |
| Até 49 kg detalhes     | Wu Jingyu CHN China                | Buttree Puedpong THA Tailândia | Daynellis Montejo CUB Cuba Dalia Contreras VEN Venezuela      |
| Até 57 kg detalhes     | Lim Su-jeong KOR Coreia do Sul     | Azize Tanrıkulu TUR Turquia    | Martina Zubčić CRO Croácia Diana López USA Estados Unidos     |
| Até 67 kg detalhes     | Hwang Kyung-seon KOR Coreia do Sul | Karine Sergerie CAN Canadá     | Sandra Šarić CRO Croácia Gwladys Épangue FRA França           |
| Mais de 67 kg detalhes | María Espinoza MEX México          | Nina Solheim NOR Noruega       | Natália Falavigna BRA Brasil Sarah Stevenson GBR Grã-Bretanha |

## Quadro de medalhas
| Ordem | País                     | Medalha de ouro | Medalha de prata | Medalha de bronze |    | Ordem por total |
| ----- | ------------------------ | --------------- | ---------------- | ----------------- | -- | --------------- |
| 1     | KOR Coreia do Sul        | 4               |                  |                   | 4  | 1               |
| 2     | MEX México               | 2               |                  |                   | 2  | 3               |
| 3     | CHN China                | 1               |                  | 1                 | 2  | 3               |
| 4     | IRI Irã                  | 1               |                  |                   | 1  | 8               |
| 5     | USA Estados Unidos       |                 | 1                | 2                 | 3  | 2               |
| 6     | TUR Turquia              |                 | 1                | 1                 | 2  | 3               |
| 7     | CAN Canadá               |                 | 1                |                   | 1  | 8               |
| 7     | GRE Grécia               |                 | 1                |                   | 1  | 8               |
| 7     | ITA Itália               |                 | 1                |                   | 1  | 8               |
| 7     | NOR Noruega              |                 | 1                |                   | 1  | 8               |
| 7     | DOM República Dominicana |                 | 1                |                   | 1  | 8               |
| 7     | THA Tailândia            |                 | 1                |                   | 1  | 8               |
| 13    | CRO Croácia              |                 |                  | 2                 | 2  | 3               |
| 13    | TPE Taipé Chinês         |                 |                  | 2                 | 2  | 3               |
| 15    | AFG Afeganistão          |                 |                  | 1                 | 1  | 8               |
| 15    | BRA Brasil               |                 |                  | 1                 | 1  | 8               |
| 15    | KAZ Cazaquistão          |                 |                  | 1                 | 1  | 8               |
| 15    | CUB Cuba                 |                 |                  | 1                 | 1  | 8               |
| 15    | FRA França               |                 |                  | 1                 | 1  | 8               |
| 15    | GBR Grã-Bretanha         |                 |                  | 1                 | 1  | 8               |
| 15    | NGR Nigéria              |                 |                  | 1                 | 1  | 8               |
| 15    | VEN Venezuela            |                 |                  | 1                 | 1  | 8               |
| TOTAL | TOTAL                    | 8               | 8                | 16                | 32 | —               |